# Kościół farny św. Marii w Lubuszu
Kościół farny św. Marii (niem. Stadtkirche Sankt Marien) – protestancka świątynia znajdująca się w niemieckim mieście Lubusz. Należy do parafii ewangelickiej Frankfurt nad Odrą-Lubusz.

## Historia
Badania archeologiczne w okolicy kościoła wskazują, że na miejscu świątyni znajdował się cmentarz, wzmiankowany w 1284 i 1355 roku. Najstarszą częścią kościoła jest wieloboczne prezbiterium z XIV lub XV wieku. W XV wieku przy kościele założono kolegium misjonarzy, które opiekowało się świątynią. W 1555 przeszedł w ręce luteran. W 1556 w pałacu biskupim w Lubuszu odbył się synod ewangelicki, w którym uczestniczył pierwszy protestancki proboszcz w tym mieście, Andres Prentzlow. 
Kościół całkowicie spłonął podczas pożaru miasta w 1801. W 1810 na jego miejscu wzniesiono nową, klasycystyczną świątynię. W 1870 wzniesiono wieżę kościelną, a w 1904 wyremontowano jej więźbę dachową. Dwa lata wcześniej odmalowano wnętrze kościoła. 5 listopada 1926 zainstalowano nowe, 27-rejestrowe organy z 1642 piszczałkami, wykonane przez pracownię Heinze. 15 kwietnia 1931 z wieży zdjęto pęknięty dzwon, a 5 maja z materiału pochodzącego z niego odlano nowy instrument.
Podczas II wojny światowej kościół został poważnie uszkodzony. W 1955 konsekrowano odbudowaną zachodnią część kościoła. W 2005 zabezpieczono ruiny transeptu i prezbiterium, okrywając je dachem.

## Stan obecny
Odbudowana nawa pełni funkcje sakralne. Ruiny transeptu i prezbiterium, znajdujące się na wschód od nawy kościoła, są zabezpieczone szerokim na 2 metry dachem. Obecnie służą jako przestrzeń do organizacji imprez. Przelany w 1931 roku dzwon obecnie wisi w jednej z wież kościoła Pokoju we Frankfurcie nad Odrą.

## Galeria

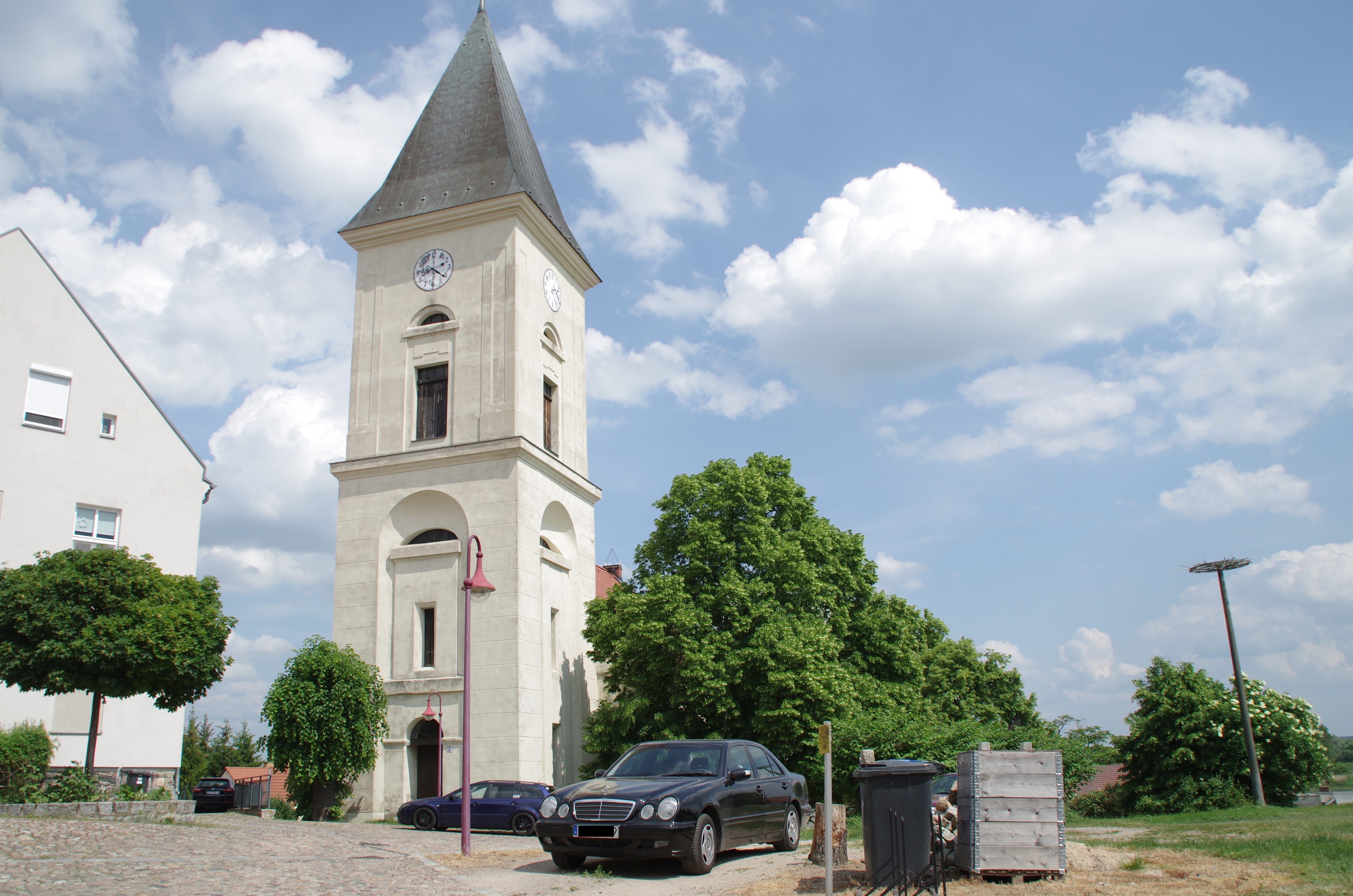
Wieża
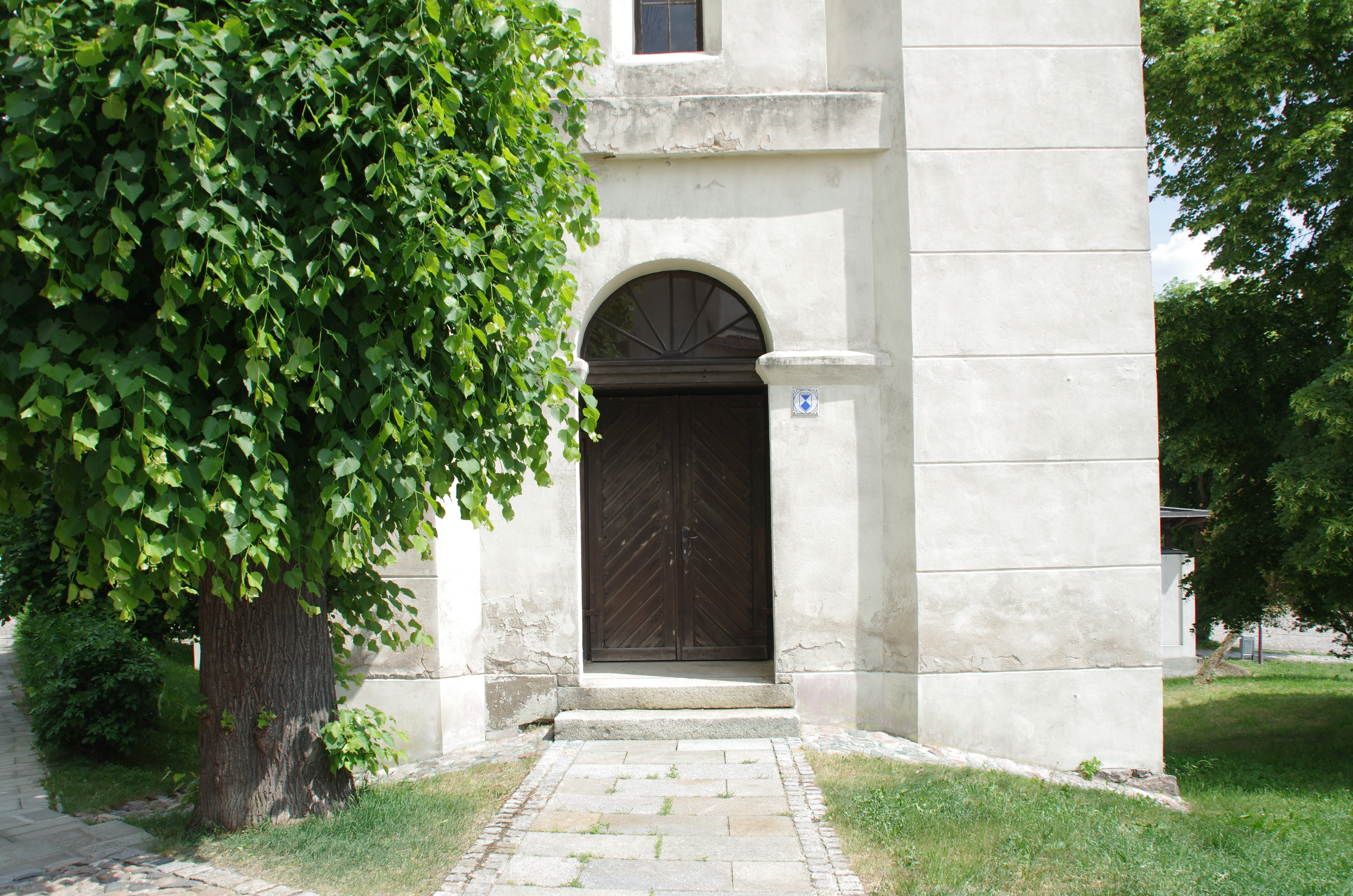
Portal główny
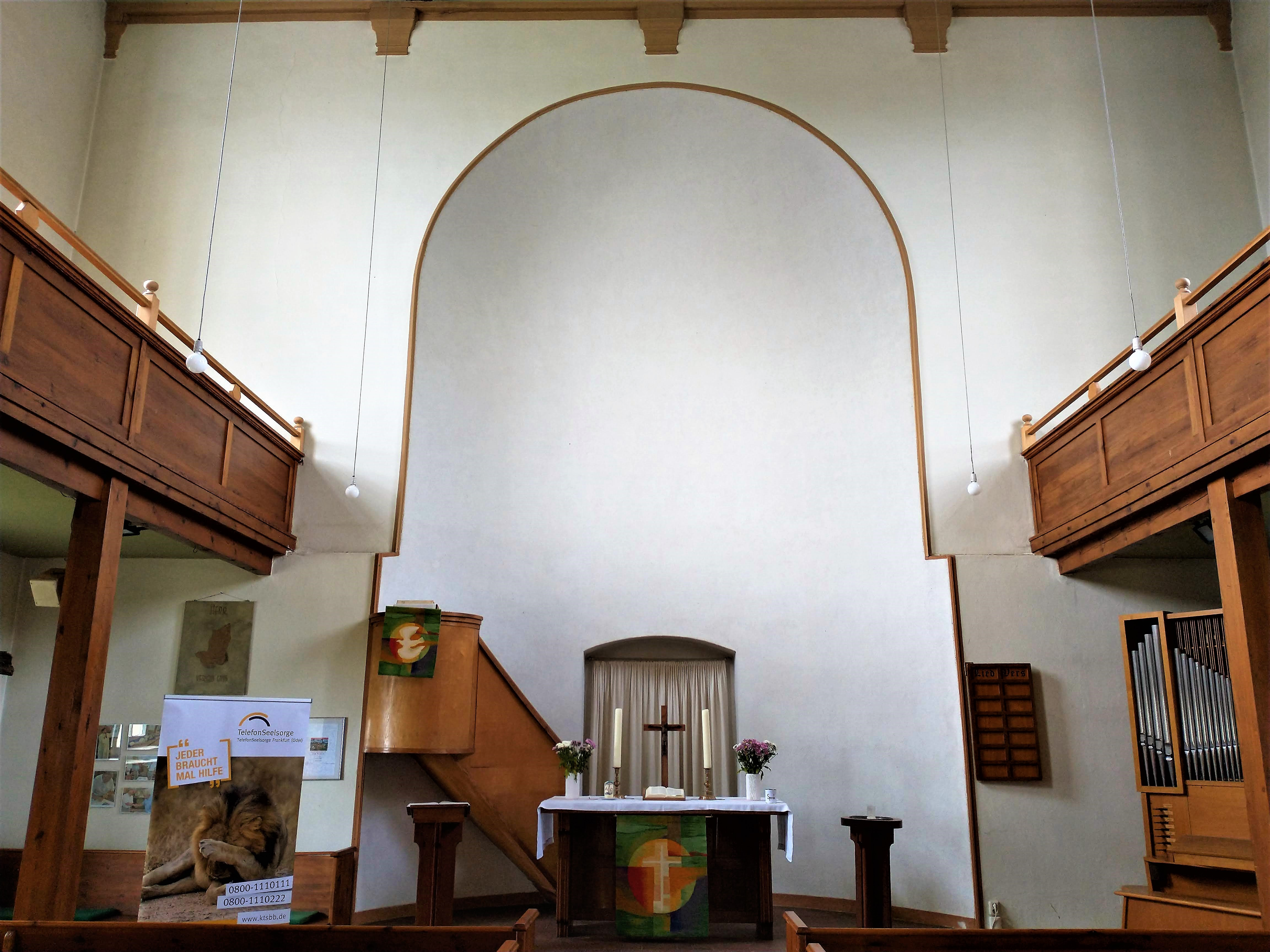
Wnętrze i ołtarz